# Landeszentrale für politische Bildung Thüringen
Die Landeszentrale für politische Bildung Thüringen (LZT) ist eine staatliche Organisation, die sich der politischen Bildung im Freistaat Thüringen widmet.

## Geschichte
Die Landeszentrale für politische Bildung Thüringen ging aus einer Außenstelle der Hessischen Landeszentrale für politische Bildung im „Informationsbüro“ des Landes Hessen in Erfurt hervor. Dieses hatte die Hessische Landesregierung schon im Frühjahr 1990 eingerichtet, um die Kontakte hessischer Behörden über die nun offene Grenze besser zu koordinieren. Der Aufbau der Thüringer Landeszentrale ist damit personell und strukturell Ausdruck des Verwaltungsaufbaus nach bundesrepublikanischem Vorbild in den neuen Bundesländern.
Am 26. Februar 1991 hatte der seinerzeitige Ministerpräsident Josef Duchač (CDU) in diesem Sinne die Anordnung erteilt, die Landeszentrale einzurichten. Die Anordnung, die im Gesetz- und Verordnungsblatt veröffentlicht wurde, enthält nähere Angaben zu Organisation und Zielen der Einrichtung. Sie ist bis heute Grundlage der Organisation der Landeszentrale.

## Aufgaben der LZT
Die Arbeit der Landeszentrale für politische Bildung Thüringen hat das Ziel, das demokratische und politische Bewusstsein der Bürger im Freistaat zu stärken und deren Bereitschaft und Engagement zur Beteiligung am politischen Leben zu fördern. Dafür werden Publikationen verschiedener Art zu politisch relevanten Themen bereitgestellt, Veranstaltungen organisiert und realisiert sowie Veranstaltungen anerkannter Bildungsträger gefördert. All dies geschieht mit dem Anspruch, stets Überparteilichkeit und Objektivität zu gewährleisten.
Einerseits gehört die Landeszentrale zum Regierungsapparat, andererseits soll sie neutral agieren und keine Parteipolitik betreiben. Für die Regierungsnähe spricht, dass es sich um eine Anstalt des öffentlichen Rechts handelt, die der Thüringer Staatskanzlei nachgeordnet und auch im selben Gebäude untergebracht ist. Der Leiter oder die Leiterin wird immer von der Person bestimmt, die das Ministerpräsidentenamt innehat. Für die Neutralitätspflicht hingegen spricht etwa § 1 Absatz 2 der eben genannten Anordnung vom 26. Februar 1991 – da heißt es: „Die  Landeszentrale  wirkt  als  parteipolitisch  unabhängigeInstitution politischer Bildung.“ Die Neutralität soll durch ein Kuratorium überwacht werden.

## Parlamentarische Kontrolle und Steuerung
Die inhaltliche Arbeit der LZT basiert auf der freiheitlich-demokratischen Grundordnung. Gemäß Auftrag arbeitet die LZT  überparteilich. Ein Kuratorium aus zehn Abgeordneten des Thüringer Landtages soll die Überparteilichkeit der Arbeit der LZT sicherstellen.